# Belleville (New Jersey)
Belleville è un comune degli Stati Uniti d'America, nella Contea di Essex, nello Stato del New Jersey. Secondo il censimento del 2007 la città conta 34 044 abitanti, comprende un'area di 8,8 km² ed ha una densità di 4.148,4 ab. per km².

## Storia
Belleville divenne comune l'8 aprile 1839 da porzioni di Bloomfield; parte del territorio fu usata per il comune di Woodside (creato nel 1869 e dissolto nel 1871) e parte per il comune di Franklin (ora Nutley). Il comune di Belleville fu dissolto nel 1876 e ricreato nel 1910.

## Curiosità
- Qui è cresciuto Joe Pesci attore di fama internazionale vincitore del Premio Oscar al miglior attore non protagonista per l'interpretazione di Tommy DeVito in Quei Bravi Ragazzi.
- In questa città è ambientata la celebre serie televisiva I Soprano, prodotta dalla emittente televisiva HBO dal 1999 al 2007.
- A Belleville sono cresciuti due dei futuri membri fondatori dei My Chemical Romance: Gerard Way e Mikey Way; rispettivamente futuro cantante e futuro bassista.